# ナイタイ山
ナイタイ山（ナイタイやま）は、北海道の河東郡上士幌町にある標高1,332.0mの山である。山頂には三等三角点「内待沢」が設置されている。

## 概要
然別火山群を構成する山で、活動時期は北ペトウトル山などの旧期然別火山群よりも古く第四紀前期頃に活動した成層火山である。山頂南東側の中腹には総面積約1,700ha、東京ドーム358個分に及ぶ日本一広い公共牧場として知られるナイタイ高原牧場があり、上士幌町の有名な観光地となっている。
山名の由来は東側を流れるナイタイ川に由来し、アイヌ語の「ナイ・エタィエ・ペッ（奥の深い沢）」に由来する。

## 登山
ナイタイ高原牧場は車道などの整備がされているため訪れやすい場所ではあるが、ナイタイ山の山頂自体への登山道は存在しないため藪に覆われており、残雪期に登られることが多い。